# Avlidna 2001
Detta är en lista över kända personer som har avlidit under 2001.

## Februari
- 18 februari
  - Dale Earnhardt, 49, amerikansk racerförare.
  - Laurent-Désiré Kabila, 61, Kinshasakongolesisk politiker, Kongo-Kinshasas president 1997–2001.

## April
- 7 april – David Graf, 50, amerikansk skådespelare.
- 15 april – Joey Ramone, 49, amerikansk sångare och låtskrivare, medlem i Ramones.
- 25 april – Michele Alboreto, 44, italiensk racerförare.

## Maj
- 4 maj – Arne Sucksdorff, 84, svensk dokumentärfilmare, regissör och manusförfattare.
- 7 maj – Margaretha Krook, 75, svensk skådespelerska.
- 24 maj – Johannes Bergh, 68, norsk jazzhistoriker, musikproducent och journalist.[1]
- 26 maj – Vittorio Brambilla, 63, italiensk racerförare.

## Juni
- 1 juni – Birendra av Nepal, 55, Nepals kung 1972–2001.
- 3 juni – Anthony Quinn, 86, amerikansk-mexikansk skådespelare.
- 11 juni – Timothy McVeigh, 33, amerikansk militär och terrorist.
- 27 juni
  - Tove Jansson, 86, finlandssvensk författare, illustratör och serieskapare.
  - Jack Lemmon, 76, amerikansk skådespelare.

## Augusti
- 25 augusti – Aaliyah, 22, amerikansk sångare, skådespelare och modell.

## September
- 11 september
  - Mohamed Atta, 33, egyptisk terrorist.
  - Berry Berenson, 53, amerikansk skådespelerska, fotomodell och fotograf.
- 19 september – Johan Bonnier, 84, svensk direktör och delägare inom Bonnierkoncernen.

## Oktober
- 8 oktober – Christer Forsman, 43, svensk företagare, grundare av Candyking.

## November
- 4 november – Ola Billgren, 61, svensk konstnär.
- 29 november – George Harrison, 58, brittisk gitarrist, sångare, låtskrivare och producent.

## December
- 2 december – Palle Granditsky, 77, svensk skådespelare, regissör och teaterchef.
- 10 december – Jim Hughes, 83, amerikansk skådespelare.
- 13 december – Chuck Schuldiner, 34, amerikansk gitarrist och sångare, grundare av bandet Death.
- 14 december – W.G. Sebald, 57, tysk författare.
- 16 december – Stuart Adamson, 43, skotsk sångare och gitarrist.
- 18 december – Gilbert Becaud, 74, fransk sångare.
- 22 december
  - Jonas Frick, 39, svensk regissör och manusförfattare.
  - Jacques Mayol, 74, fransk fridykare.
- 27 december – Nils Bergström, 80, svensk bandyspelare.
- 29 december – Freddie Hansson, 38, svensk musiker, keyboardist i Noice.